# Dallo Pura
Dallo Pura of Dallupura is een census town in het district Oost-Delhi van het Indiase unieterritorium Delhi.

## Demografie
Volgens de Indiase volkstelling van 2001 wonen er 132.628 mensen in Dallo Pura, waarvan 54% mannelijk en 46% vrouwelijk is. De plaats heeft een alfabetiseringsgraad van 65%.